# Skebokvarnsv. 209
Skebokvarnsv. 209 är Joakim Thåströms femte soloalbum, och släpptes 16 november 2005. Albumet är mer akustiskt än tidigare skivor och texterna är till stora delar självbiografiska.
Skebokvarnsvägen är en gata i Stockholmsförorten Högdalen, och adressen Skebokvarnsvägen 209 är huset där Thåström växte upp. Niklas Hellberg producerade hela skivan utom "619 Kilometer”, som producerades av Joakim Thåström och Per Hägglund. Albumet släpptes även på LP.
Singeln "Fanfanfan", spår 4 på skivan, blev Thåströms första etta på den svenska singellistan. Även "Om Black Jim", som handlar om författaren Dan Andersson, och "Sönder Boulevard" släpptes som singlar och nådde andra, respektive tolfte plats. Låten "The Haters" handlar om Thåströms tidigare punkband Ebba Grön, som hette The Haters från början. 
Albumet toppade albumlistan i Sverige och vann även en Grammis i kategorin "årets rockalbum (solo)". Skivan rankades av Sonic Magazine i juni 2013 som det 50:e bästa svenska albumet någonsin.

## Låtlista
1. "Brev till 10:e våningen" (Thåström/Per Hägglund) - 5:01
2. "Söndagmåndagsång" (Thåström/Per Hägglund) - 4:14
3. "Ingen sjunger blues som Jeffrey Lee Pierce" (Thåström) - 4:42
4. "Fanfanfan" (Thåström) - 4:25
5. "Främling överallt" (Thåström) - 6:16
6. "The Haters" (Thåström) - 3:43
7. "Sønder Boulevard" (Thåström) - 4:33
8. "När muren föll" (Thåström/Per Hägglund) - 4:18
9. "Stjärna som är din" (Thåström) - 3:59
10. "619 Kilometer" (Thåström/Per Hägglund) - 4:03
11. "Om Black Jim" (Thåström/Per Hägglund) - 4:02

## Medverkande (i urval)
- Thåström - sång, gitarr, piano, munspel, Fx
- Niklas Hellberg - piano, marimba, orgel, slidegitarr, wurlitzer, bas
- Ulf 'Rockis' Ivarsson - bas
- Magnus "Norpan" Eriksson - trummor
- Conny Nimmersjö - gitarr
- Pelle Ossler - gitarr, banjo